# Asterrika
Asterrika es una entidad de población, un barrio rural,  del municipio de vizcaíno de Berriatúa en la comunidad autónoma del País Vasco en España. El núcleo poblacional, que se conforma al rededor de la ermita de San Lorenzo, se ubica en la parte alta de la separación hidrográfica entre la costa y el valle del Artibai, mirando a la costa cantábrica. 

## Toponimia
El lugar puede aparecer referido como «Asterrika» y «Asterrica».

## Historia
Hacia finales del siglo XIX, el lugar, ya por entonces perteneciente a Berriatúa, tenía contabilizada una población de alrededor de 130 habitantes. Aparece descrito en el primer volumen del Diccionario geográfico, estadístico, histórico, biográfico, postal, municipal, marítimo y eclesiástico de España y sus posesiones de ultramar de Pablo Riera y Sans con las siguientes palabras:

ASTERRICA.—B. agreg. al ayunt. de Berriatúa, del que dista 2'6 k. Cuenta sobre unos 130 hab. y 34 edif.—Org. civ. Corresponde á la prov. de Vizcaya, y pertenece al 3.er dist. de su part. jud. para las elecciones de diputados provinciales y al dist. de Durango para las de Córtes.—Org. mil. C. G. de las Provincias Vascongadas y C. M. de Vizcaya.—Org. ecle. Pertenece al ob. de Vitoria.—Org. jud. Forma parte del part. jud. de Durango y depende de la aud. territ. de Búrgos.—Org. econ. Para el pago de impuestos depende este agreg., lo mismo que su municipio, de la admon. econ. de Bilbao.—S. púb. Recibe y emite su corr. por A. de Madrid á Irun, estacion de Zumárraga, cn. de Deva y car. de Elgoibar.—Ob. púb. y med. de com. Los caminos de que se sirve esta pob. son los mismos de su ayunt..—Art., of. ind. Todo el vecindario se ocupa en las faenas agrícolas.—Pob. Consta de los edif. que arriba se indican, los cuales están medianamente construídos, conteniendo algunos en su interior bastantes comodidades.—Sit. geog. y top. Está fundado este b. en terreno de la jurisdiccion del ayunt. á que se encuentra agreg.
(Riera y Sans, 1881, p. 893)

En 2022, tenía empadronados 95 habitantes.